# Peristeria pendula
Peristeria pendula är en orkidéart som beskrevs av William Jackson Hooker. Peristeria pendula ingår i släktet Peristeria och familjen orkidéer. Inga underarter finns listade i Catalogue of Life.

## Bildgalleri

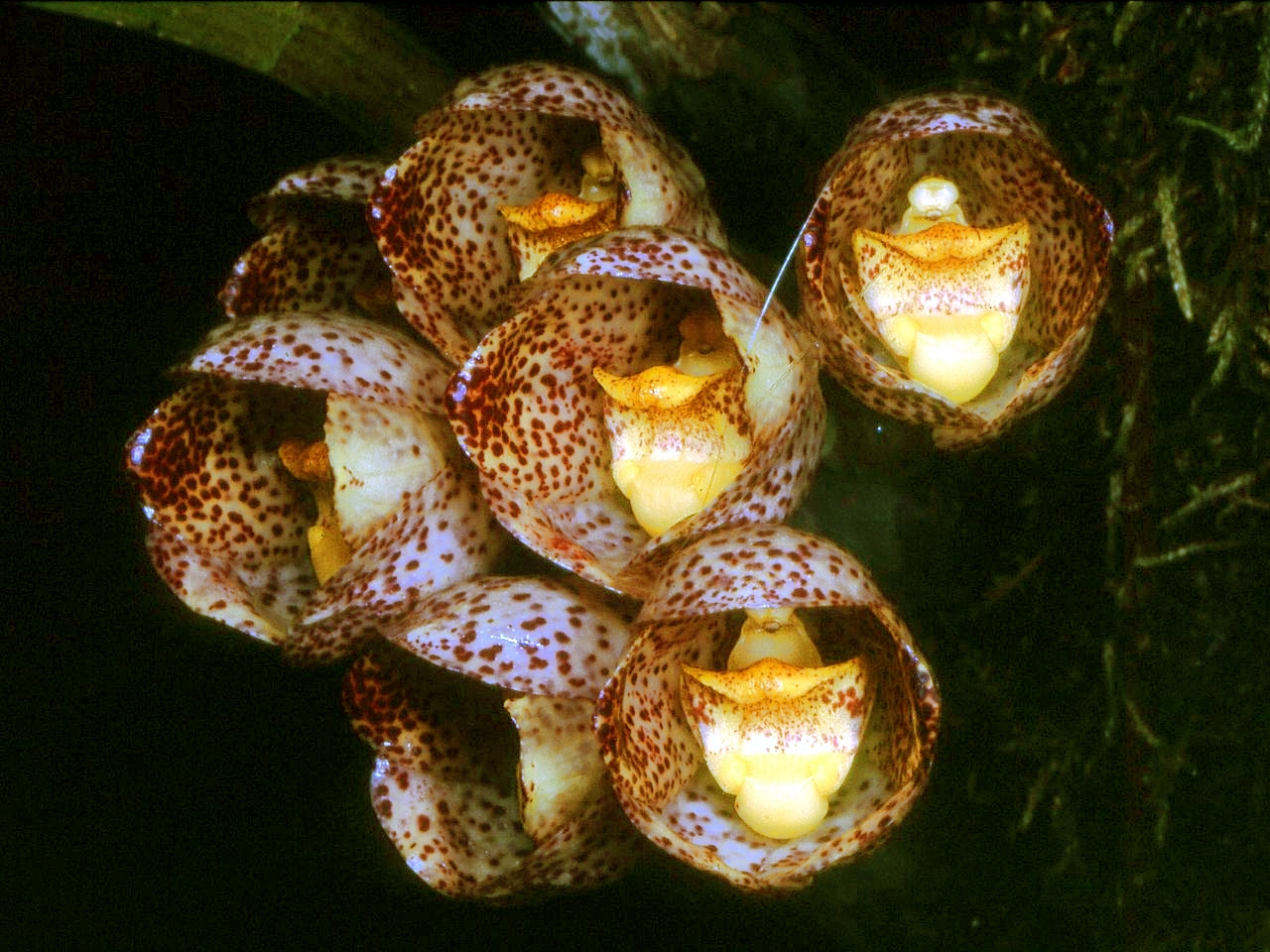
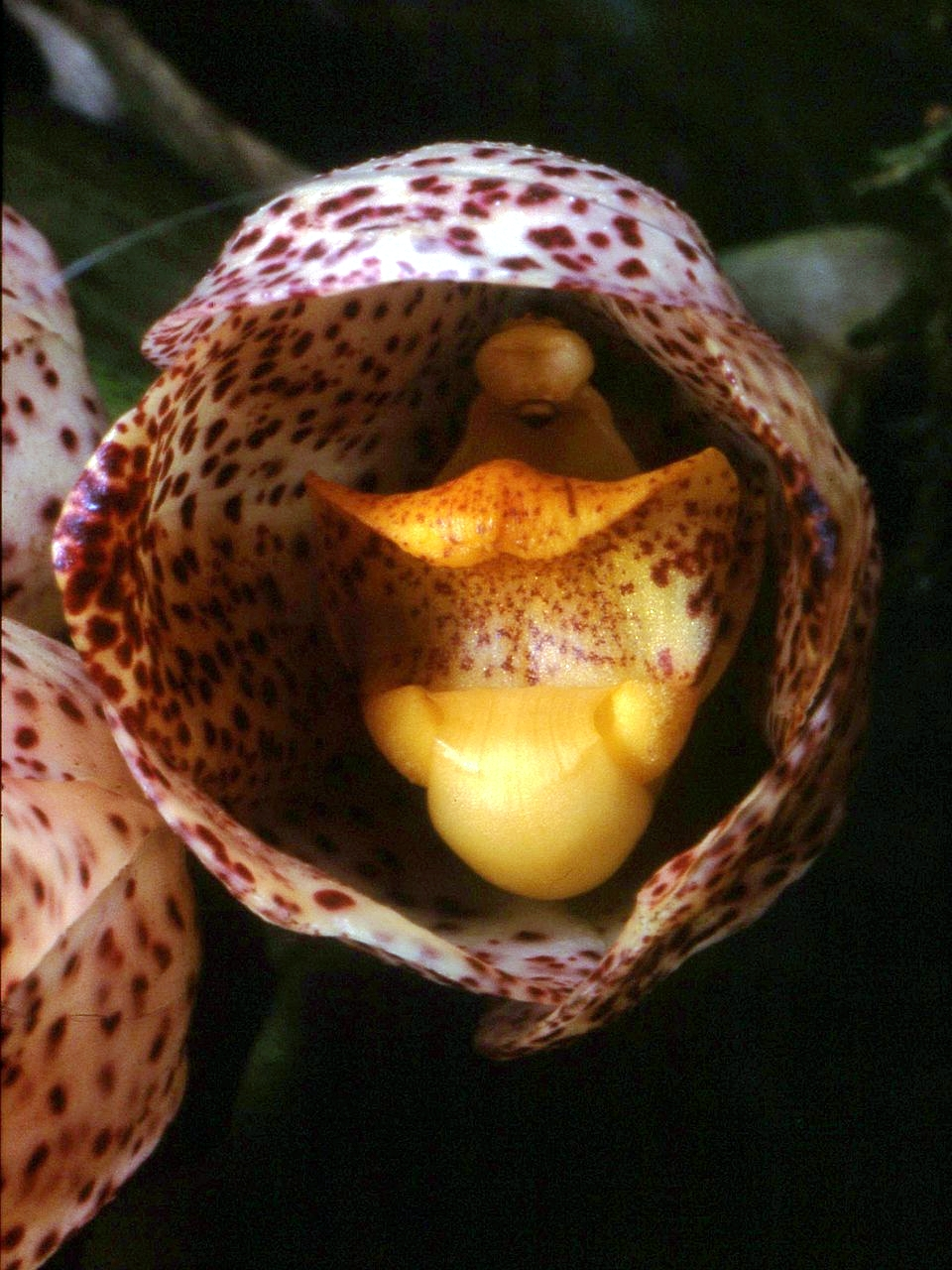
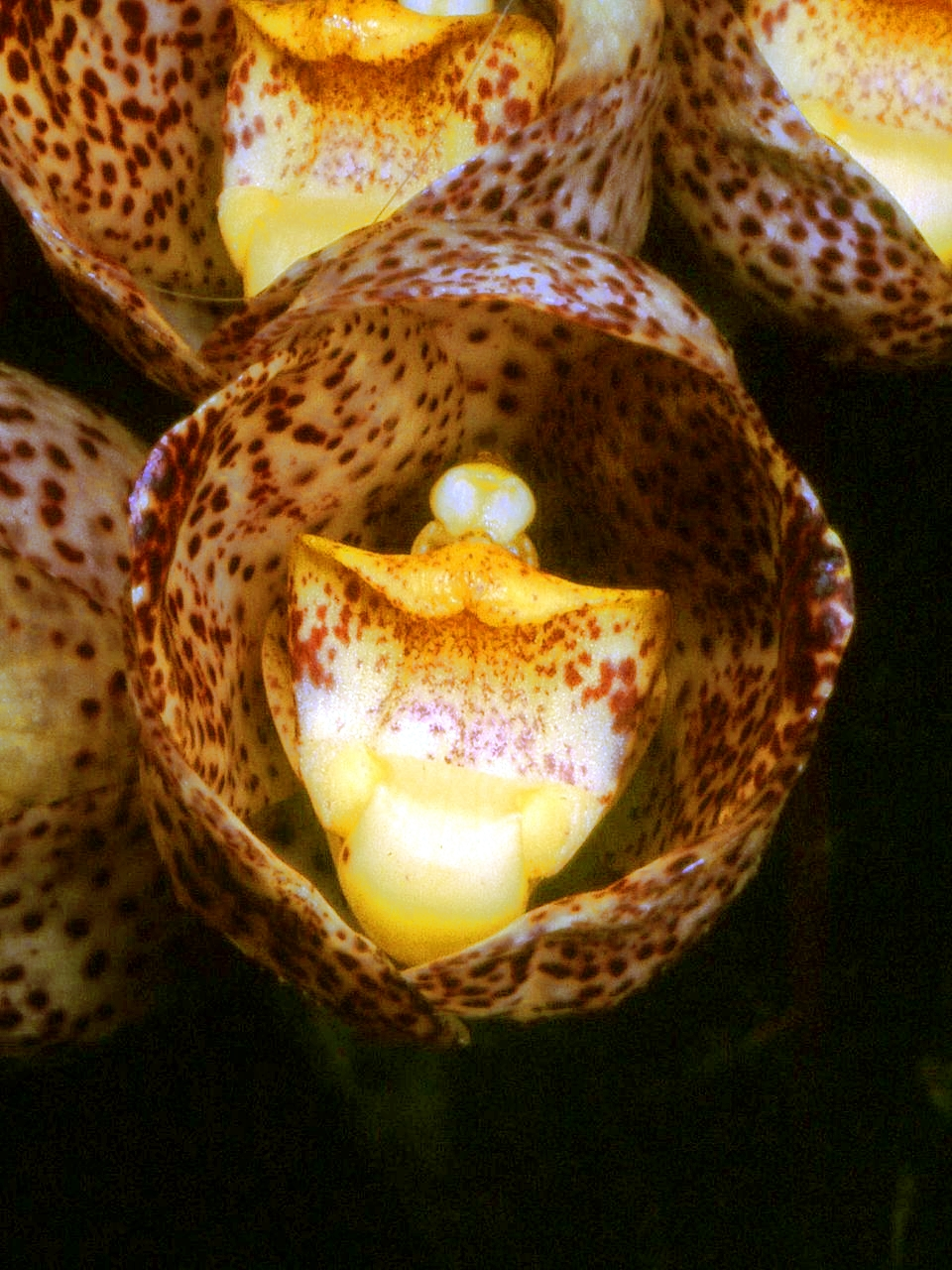
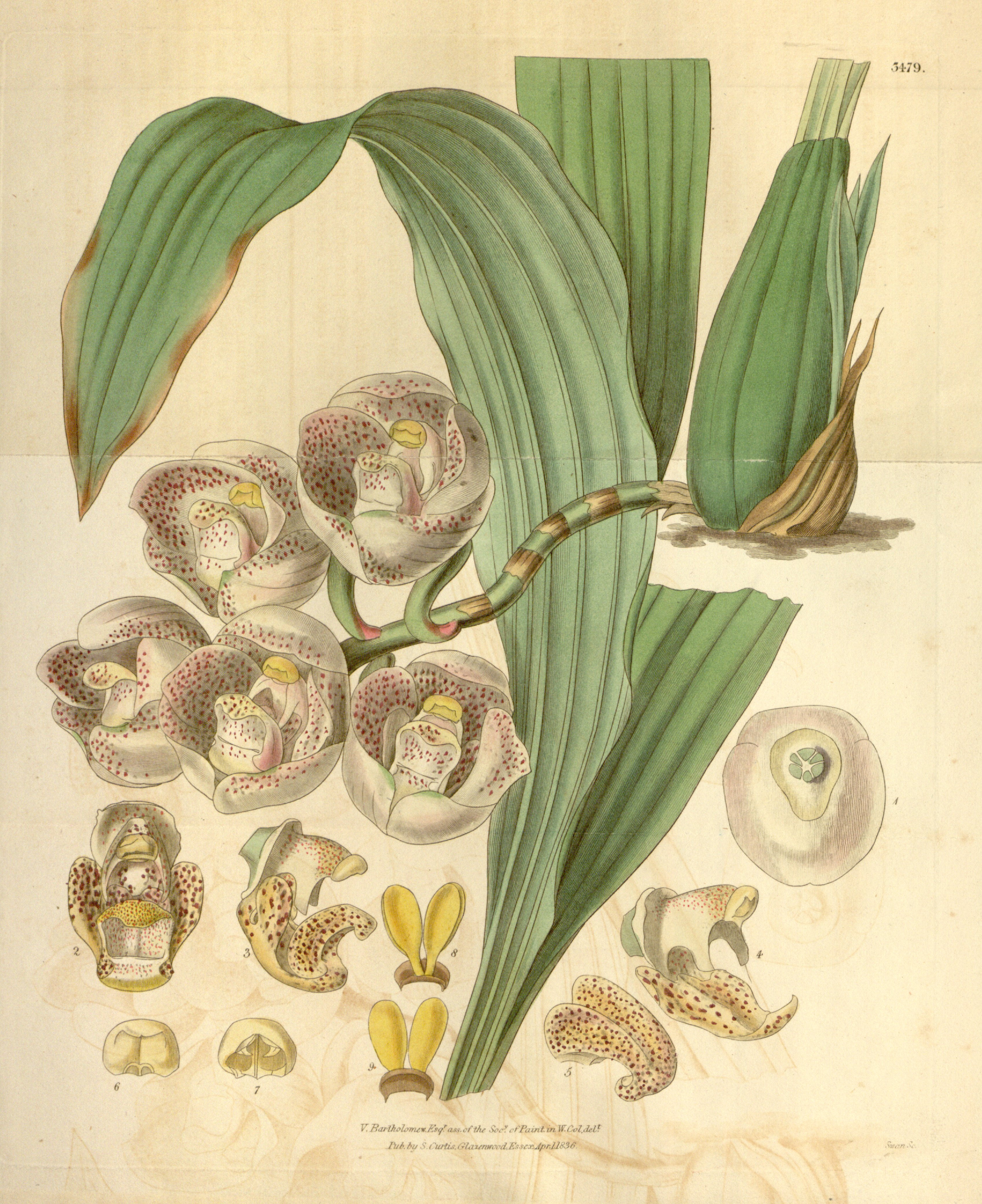